# Охаси, Юи
Юи Охаси (яп. 大橋 悠依, род. 18 октября 1995, Хиконе, Сига) — японская пловчиха, двукратная олимпийская чемпионка (2020), чемпионка Азиатских игр, двукратная чемпионка Универсиады, чемпион Азии, призёр чемпионатов мира 2017 и 2019 годов.

## Карьера
На чемпионате Азии 2016 года в Токио стала обладателем двух наград, победу праздновала на дистанции 200 метров комплексным плаванием.
На универсиаде 2017 года стала чемпионкой в двух заплывах на дистанции 200 и 400 метров комплексным плаванием.
В Джакарте на Азиатских играх 2018 года в индивидуальном заплыве на 400 метров комплексным плаванием завоевала титул чемпионки.   
На чемпионате мира 2019 года в корейском Кванджу завоевала бронзовую медаль на дистанции 400 метров комплексным плаванием, уступив победительнице 1,94 секунды.
На перенесённой из-за пандемии коронавируса с 2020 на 2021 год Летней Олимпиаде, проходящей на родине выиграла две золотые медали в заплывах комплексным стилем. В обеих заплывах она была быстрее четырёх представительниц США. В заплыве на 400 метров она опередила Эмму Вейант и Хейли Фликингер.. В заплыве на 200 метров опередила Александру Уолш и Кейт Дуглас, став таким образом двукратной олимпийской чемпионкой.